# オルヴィエート
オルヴィエート（伊: Orvieto）は、イタリア共和国ウンブリア州テルニ県にある、人口約19,000人の基礎自治体（コムーネ）。

## 地理

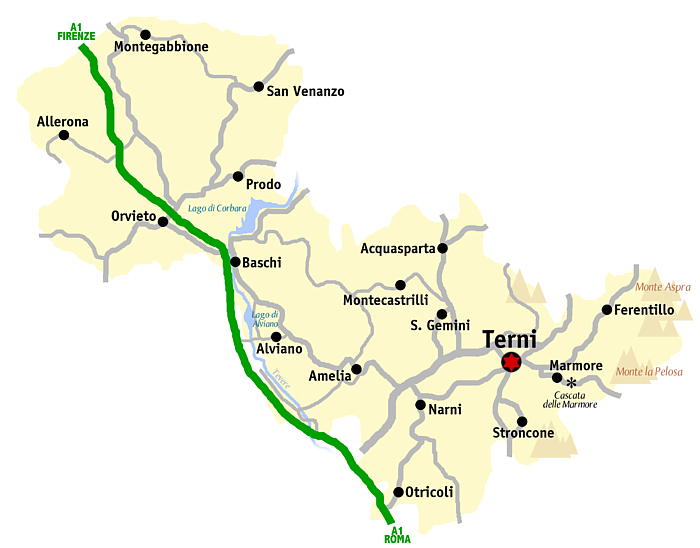
テルニ県概略図

### 位置・広がり
テルニ県北西部のコムーネ。

#### 隣接コムーネ
隣接するコムーネは以下の通り。括弧内のVTはヴィテルボ県、PGはペルージャ県所属を示す。
- アッレローナ
- バニョレージョ (VT)
- バスキ
- ボルセーナ (VT)
- カステル・ジョルジョ
- カステル・ヴィスカルド
- カスティリオーネ・イン・テヴェリーナ (VT)
- チヴィテッラ・ダリアーノ (VT)
- フィクッレ
- ルビリアーノ (VT)
- モンテッキオ
- ポラーノ
- サン・ヴェナンツォ
- トーディ (PG)

### 気候分類・地震分類
オルヴィエートにおけるイタリアの気候分類 (it) および度日は、zona D, 1905 GGである。
また、イタリアの地震リスク階級 (it) では、zona 3 (sismicità bassa) に分類される。

## 歴史
周囲が崖となった丘の上に作られた要塞都市。古くからエトルリア人が住んでいたが、紀元前280年ごろにローマ人に攻め落とされ、近隣に逃れた。以来この街を「ウルブス・ウェトゥス (urbs vetus)」（ラテン語で「古い町」の意）と呼んだのが訛ってオルヴィエートと呼ばれるようになったといわれている。

## 行政

### 分離集落
オルヴィエートには、以下の分離集落（フラツィオーネ）がある。
- Bagni, Bardano, Baschi Scalo, Benano, Biagio, Botto, Buon Viaggio, Canale, Canonica, Capretta, Ciconia, Colonnetta di Prodo, Corbara, Fossatello, Gabelletta, Morrano, Mossa del Palio, Orvieto Scalo, Osa, Osarella, Osteria Nuova, Padella, Pian del Vantaggio, Ponte del Sole, Prodo, Rocca Ripesena, San Bartolomeo, San Faustino, San Quirico, Sferracavallo, Stazione di Castiglione in Teverina, Villanova, Sugano, Titignano, Tordimonte, Torre San Severo

## 文化・観光
「スローシティ」加盟都市。同運動の本部が置かれている。
シニョレッリの壁画「最後の審判」などで有名なゴシック様式の壮麗な大聖堂（オルヴィエートのドゥオーモ）をはじめ、今も中世さながらの街並みを残す。そのため「世界一美しい丘の街」と呼ばれる。
また、白ワインの産地としても世界的に有名。
16世紀にローマ略奪のためこの地に逃れてきた教皇クレメンス7世が作らせた、サン・パトリツィオの井戸 (il pozzo di San Patrizio) という遺跡が残っている。
直径13m・深さ62mという大きな縦穴で、内壁に沿って設けられた長い螺旋階段を降りて水を汲みに行く。
水の運搬の便のため、階段は上り用と下り用が別々に設けられ二重螺旋状になっている。
現在も公開されており、実際に底まで降りていくことができる。
旧市街には劇場、美術館、上記聖パトリツィオの井戸、ドゥオーモを持つ教会、ローマ門と呼ばれる19世紀に建てられた街の門など、また街の地中を掘り進むとそれだけで遺跡が出てきてしまうような土地、岳下のエトルリア人の墳墓と伝えられる跡など、イタリア国内、ヨーロッパ、アメリカなど世界中から見学者が絶えない美しい地である。
市としては旧市街とは別に郊外に新市街、工業地帯をもつ、またウンブリアJAZZの祭典は世界に知られている。

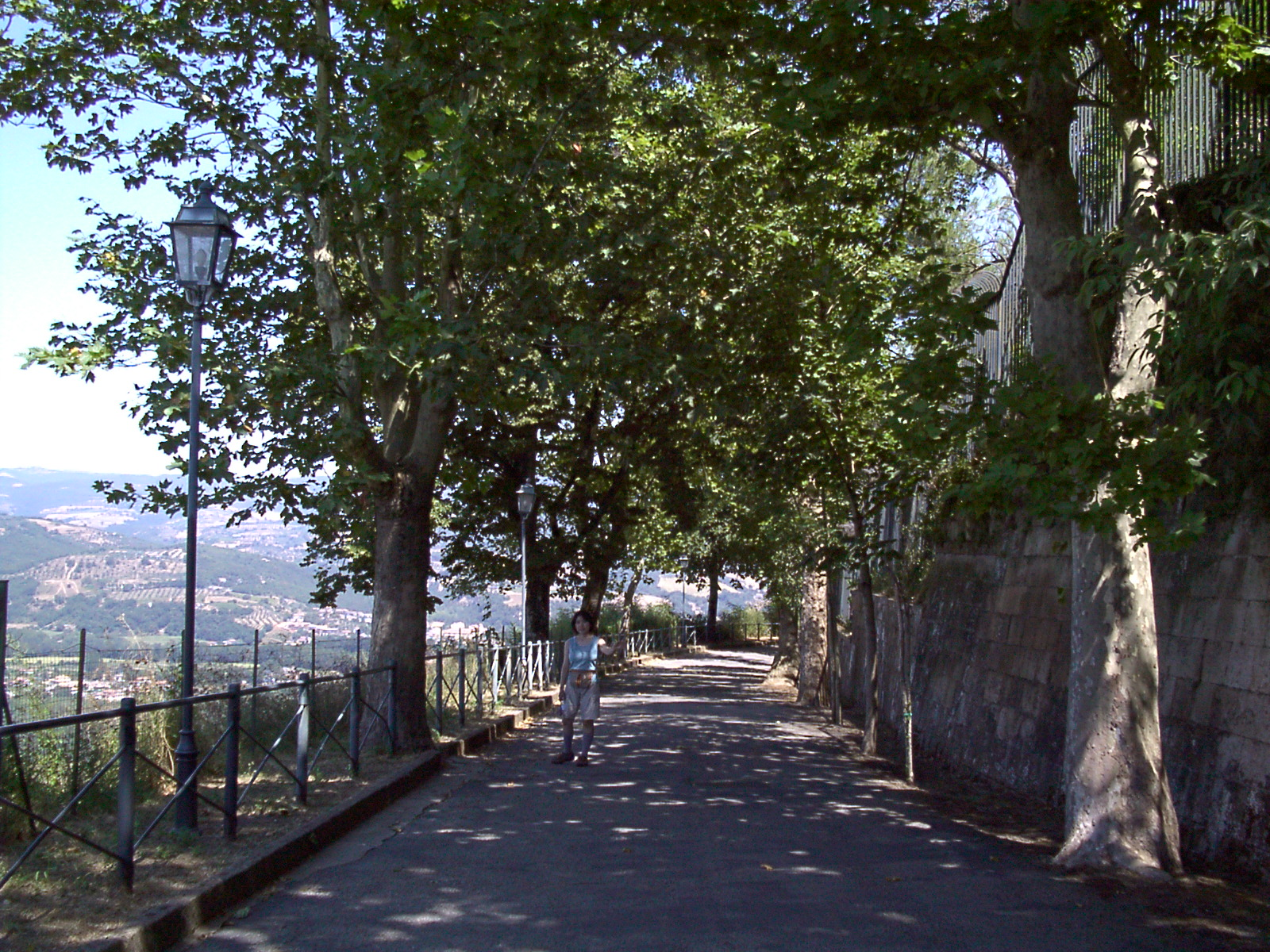
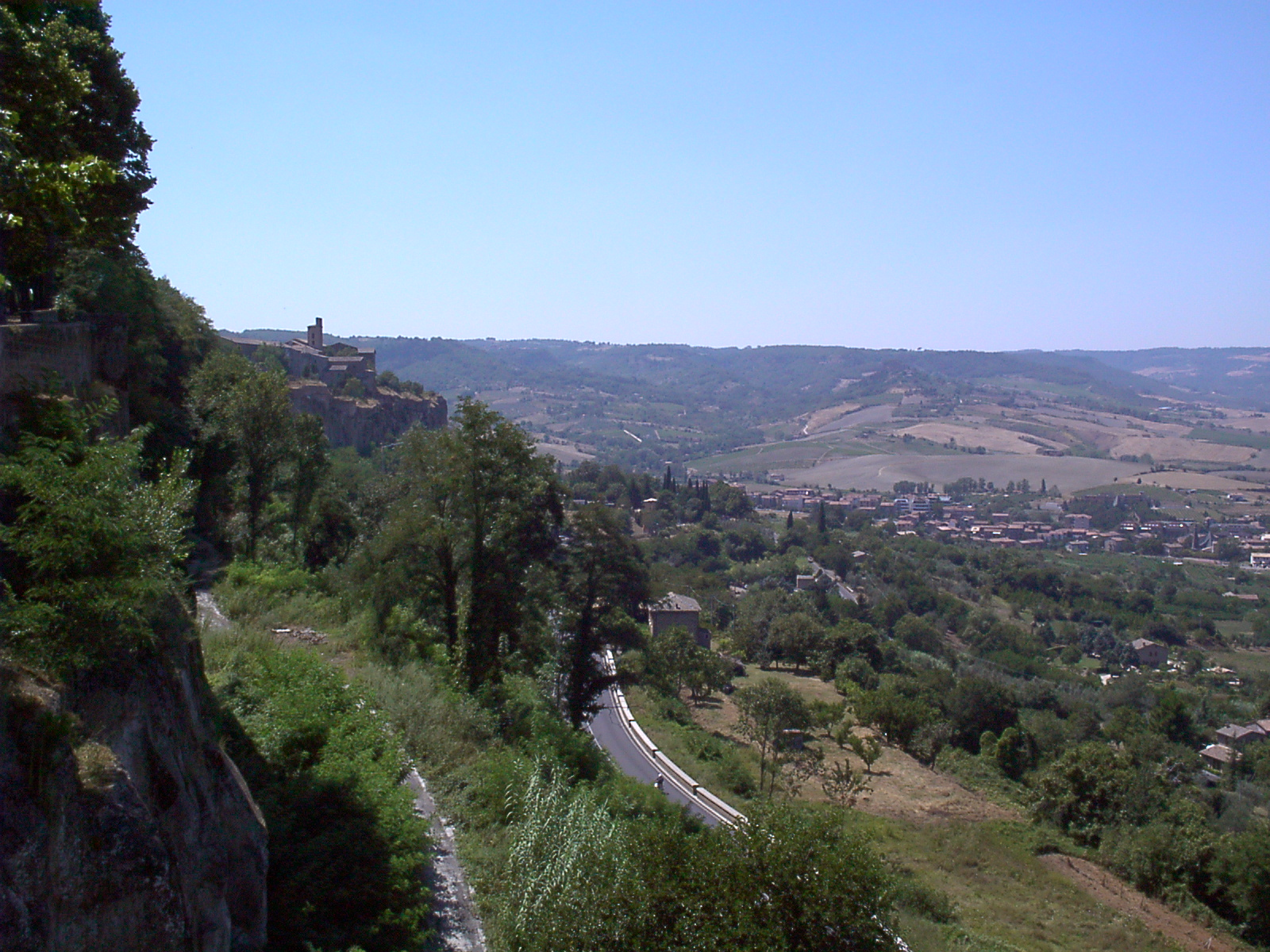

## 交通
ローマ・テルミニ駅より鉄道、新幹線鉄道を利用の場合1時間10分、フィレンツェから2時間10分程度、オルヴィエート駅からはフニコラーレ（ケーブルカー）のオルヴィエート鋼索線にて岳上に築かれた旧市街地まで地中経由で訪ねられる。自動車利用の場合は高速道路により、これもローマから一時間程度で到達する。
駅とは反対側の近代的な駐車場からエスカレーターを乗り継いで市街に上がれる。

## 姉妹都市
- ジヴォール（フランス共和国）
- 前橋市（日本）[8]
  - 1997年12月12日 友好都市提携

民間交流の深まりから。
- ベツレヘム（パレスチナ）
- サウスカロライナ州エイケン（アメリカ合衆国）
- セイナヨキ（フィンランド共和国）
- Kerċem（マルタ共和国）

## 参照
- オルヴィエート（イタリア）の海外現地ガイド記事「イタリア初めての方にもお勧め！丘上都市オルヴィエートを訪れてみよう」 | 海外旅行情報 エイビーロード
- 電車で行く小さな町　オルヴィエート・前編 ［ローマ］All About